# Дороти Ревьер
Дороти Ревьер (англ. Dorothy Revier, 18 апреля 1904 — 19 ноября 1993) — американская актриса 1920-х и 1930-х годов.

## Биография
Дорис Велагра (англ. Doris Velagra) родилась 18 апреля 1904 года в Окленде. Образование получила в Окленде, после она переехала в Нью-Йорк для обучения классическим танцам. Далее Дороти уехала в Париж, где во время работы в кабаре её заметил агент, и пригласил в Голливуд.
За свою карьеру Дороти Ревьер снялась в таких картинах, как «Бродвейская Мадонна» (1922), «Девственница» (1924), «Решающее испытание» (1923), «Враг мужчин» (1925), «Клеопатра» (1928), «Загорелые ноги» (1929) и «Железная маска» (1929). После перенесённых травм, полученных в автокатастрофе в 1930 году, Ревьер в основном снималась в малобюджетных лентах компании Columbia Pictures. К концу своей карьеры она сыграла роковых женщин в вестернах Бака Джонса «Привлекательный лгун» (1933) и «Ковбой и ребёнок» (1936).
Дороти Ревьер умерла в Голливудском пресвитерианском медицинском центре 19 ноября 1993 года. Была похоронена на кладбище Голливуд-Хилс в Лос-Анджелесе. На надгробии начертаны слова: «Возлюбленной актрисе».